# Detmold (regiune)
Detmold (pronunție /ˈdɛtmɔlt/, v. AFI) este una dintre cele cinci regiuni administrative de tip Regierungsbezirk ale landului Renania de Nord - Westfalia, Germania, situată în nord-estul landului. Are capitala în orașul Detmold, care ține de districtul rural Lippe.
| Districte rurale (Kreis) 1. Gütersloh 2. Herford 3. Höxter 4. Lippe 5. Minden-Lübbecke 6. Paderborn | Orașe district urban (kreisfreie Stadt) 1. Bielefeld |